# 区間 (鉄道)
鉄道において区間（くかん）とは、路線・線区の地点の間を指す。
例えば、信号機の間を「閉塞区間」（へいそくくかん）という。また、駅と駅との間を「駅間」（えきかん）という。この場合、路線バス・路面電車においても同様のものとして、「停留所間」（ていりゅうじょかん）という言葉がある。
また、同じ種別を名乗る列車の内、ある区間において異なる停車駅に停車する列車について、この言葉を頭に付ける場合がある。列車種別#区間種別も参照のこと。
鉄道では区間という呼称は運転業務（上記の「閉塞区間」や「駅間」など）や旅客営業業務（運転区間を案内する場合など）でも多用される。